# Château de la Reine Blanche
Château de la Reine Blanche (tj. doslovně Hrad bílé královny) je soubor obytných budov v Paříži. Stavby z 15., 16. a 17. století jsou vymezeny trojúhelníkem ulic Rue des Gobelins, Rue Berbier-du-Mets a Rue Gustave-Geffroy ve 13. obvodu. Původní barvírna látek je chráněna jako historická památka.

## Historie
Královna Markéta Provensálská, vdova po Ludvíkovi IX., zde nechala v roce 1290 vybudoval hrad, kde žila až do své smrti v roce 1295. V hradě na břehu řeky Bièvre pobývala i její dcera Blanka Francouzská, vdova po Ferdinandovi de la Cerda. Tato rezidence se ve 14. století nazývala hostel de la Reyne Blanche, neboť královny-vdovy chodily oblečené v bílém, tehdejší barvě smutku.
V roce 1404 nechal hrad zbořit Karel VI. V 15. století se zde rozkládalo předměstí Saint-Marcel. V roce 1447 se zde usadil jistý Jean Goblin a jeho potomek Gilles Gobelin zde za vlády Františka I. založil barvírnu. Průmyslové stavby a ubytovny, které zde vyrostly, převzaly pomístní jméno bývalého hradu. V letech 1500–1535 byla postavena hlavní budova s věžemi, dvě patra se dvěma točitými schodišti a dvěma patry sklepů.
V 17. století koupil budovu Jean Lhoste, který ji přeměnil na obytný prostor, nechal vystavět nádvoří a vstupní portál. Později byla přeměněna na pivovar. Budova s věžemi vyhořela za Pařížské komuny a poté byla obnovena ve stejném vzhledu.
V letech 1980, 1989 a 1995 byly různé budovy klasifikovány jako historické památky. V letech 1999–2002 byly strženy různé přístavby z 19. století a komplex budov byl renovován.